# Scottish Arts Council
El Scottish Arts Council (en español: Consejo Escocés de las Artes, en gaélico escocés: Comhairle Ealain na h-Alba, en escocés: Scots Airts Cooncil) fue un organismo público escocés responsable de la financiación, desarrollo y promoción de las artes en Escocia. El Consejo distribuía principalmente la financiación del Gobierno escocés, así como los fondos de la Lotería Nacional recibidos a través del Departamento de Cultura, Medios de Comunicación y Deporte del Reino Unido.
El Scottish Arts Council se formó en 1994 tras una reestructuración del Arts Council of Great Britain, pero había existido como organismo autónomo desde una carta real de 1967. En 2010 se fusionó con Scottish Screen para formar Creative Scotland.

## Actividades
El Consejo financiaba todas las áreas principales de las artes, tratando de mantener el equilibrio entre las numerosas y diversas comunidades de Escocia. Además, financiaba grupos y eventos culturales relacionados con las comunidades de inmigrantes y las minorías de Escocia. Patrocinó dos premios de literariois:
- El Scottish Arts Council Book Awards (dotado con 5.000 libras); y
- El Scottish Arts Council Children's Book of the Year Award (dotado con 10.000 libras).

El Consejo fue fundamental en la formulación de la política nacional en materia de arte, cultura y educación tras la descentralización, lo que dio lugar a la publicación seminal Arts Education: A Lifelong Learning Strategy. Publicado en 2004, este documento articulaba una estrategia nacional que debía ponerse en marcha entre 2004 y 2009. Se elaboró a lo largo de «un año de rigurosos debates, reflexiones, redacciones y reelaboraciones, y se basó en gran medida en la consulta con el mundo de la educación y las artes en general».

## Integración
En enero de 2006, se anunció que el Gobierno escocés asumiría la responsabilidad directa de las principales compañías artísticas nacionales Scottish Opera, Scottish Ballet, Royal Scottish National Orchestra, Scottish Chamber Orchestra) y que el Scottish Arts Council sería sustituido por un nuevo organismo.  Este cambio se realizó en respuesta al informe emitido por la Comisión Cultural presidida por James Boyle. El organismo fue definitivamente sustituido por Creative Scotland el 1 de julio de 2010.